# Dusičnan europitý
Dusičnan europitý je anorganická sloučenina se vzorcem Eu(NO3)3. Nejčastěji se vyskytuje jako hexahydrát, bezbarvá hygroskopická krystalická látka.

## Příprava
Dusičnan europitý se získává rozpuštěním oxidu nebo hydroxidu europitého ve zředěné kyselině dusičné:
Eu2O3 + 6 HNO3 → 2 Eu(NO3)3 + 3 H2O
Eu(OH)3 + 3 HNO3 → Eu(NO3)3 + 3 H2O
Výsledný roztok se opatrně odpaří, čímž vzniká hydratovaný dusičnan europitý, nejčastěji hexahydrát.

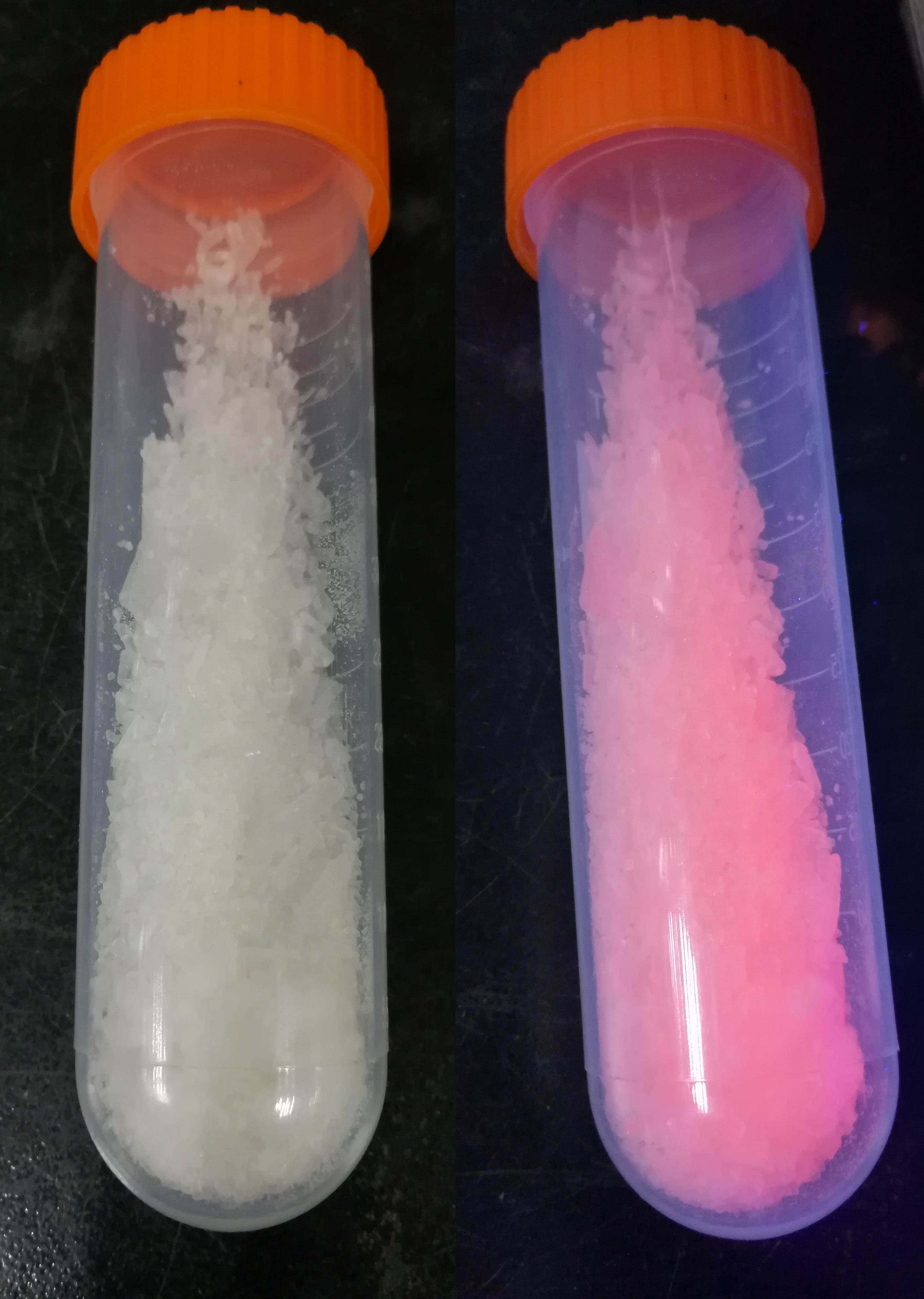
Hexahydrát dusičnanu europitého (vlevo) a pod ultrafialovou lampou (vpravo).

## Vlastnosti

### Chemické vlastnosti
Dusičnan europitý se začíná tepelně rozkládat při teplotě 317 °C za vzniku dusičnanu-oxidu, který dalším zahříváním přechází na oxid europitý. Tento rozklad probíhá ve třech krocích:
2 Eu(NO3)3 → 2 EuONO3 + 4 NO2 + O2
6 EuONO3 → 2 Eu(NO3)3·Eu2O3 + 4 NO2 + O2
4 Eu(NO3)3·Eu2O3 → 6 Eu2O3 + 4 NO2 + O2
Dusičnan europitý reaguje s některými ligandy, například kyselinou 1,3,5-trimesinovou, za vzniku koordinačních polymerů (Eu-MOF).

### Fyzikální vlastnosti
Dusičnan europitý tvoří nažloutlé krystaly. Je dobře rozpustný ve vodě. Krystalizuje v jednoklonné soustavě s prostorovou grupou P21/c (číslo 14) a mřížkovými parametry a = 1109,4(1), b = 618,50(8), c = 975,2(1) pm, β = 93,034(9)° a Z = 4.

## Využití
Dusičnan europitý se využívá pro výrobu keramiky a skla a také při syntéze nanomateriálů emitujících světlo.